# 中卒・東大一直線 もう高校はいらない!
中卒・東大一直線 もう高校はいらない!（ちゅうそつとうだいいっちょくせん もうこうこうはいらない）は、1984年2月3日 - 3月30日に毎週金曜日20時から放送されたTBSのドラマである。全9回。

## 概要
中学校の管理教育に失望して、実子を高校に通わせず、大学入学資格検定（大検）合格後の大学入学を勧めた磯村懋の手記を元にしたストーリー。テレビドラマ版では、姓を磯田に変え、菅原文太が塾経営者を演じ、妻役を由紀さおり、2人の長男である磯田少年役を坂上忍が演じる。
中学時代の学年主任・担任（長塚京三）は、入学式の日から制服を着用しなかった磯田（坂上忍）に、時に私情を交えて厳しく冷たくあたった。磯田は高校進学をせずに大学受験という進路選択をする。中学卒業後、磯田は妹の父兄面談に中学に出向き、かつての中学担任と「再会」。更に磯田が大検に合格したと聞いた中学担任の心は、管理教育・エリート主義から、少しずつ変わっていく。
最終回は、大学入試の結果発表会場で再会した磯田と中学担任が和解するシーンで締め括られる。
また、工藤静香のドラマデビュー作でもある。

## キャスト
- 磯田浩（磯田元の父親）：菅原文太
塾の経営者。息子の東大一直線宣言が災いし、一時は経営困難に。
- 磯田初子（磯田元の母親）：由紀さおり
主婦。
- 磯田元：坂上忍
制服が嫌いとの理由で私服登校して、それが災いし、担任の北見先生に問題児扱いされる。
- 磯田望（磯田元の弟）：前田正人
私服登校をする兄の影響を受け、私服登校をする。長髪で北見先生に髪を切られるところを原口先生に助けられる。
- 磯田則子「長女」：今井里恵
セーラー服が好きなので、上記の兄二人とは違い制服登校している。1年の担任は北見先生だった。当初はセミロングだったが、第4話以降はショートカットに。
- 磯田元の妹「次女」：石井ひとみ
制服嫌いと言っていたが、制服を着たのか私服登校したのかは不明。
- 磯田大作：岩瀬威司
磯田家の末っ子。
- 坂本博道
- 山田：坂井徹
- 久美：有森也実
- 真理子：比企理恵
元の知り合い。継母とうまくいかず、やがて妊娠。元が父親と疑われた時、公衆電話から北見先生に元は無実で赤ちゃんの父親は彼氏と釈明した。
- 工藤静香
- 原口（望の担任）：新井康弘
磯田家の良き理解者。
- 北見：長塚京三
元の1年と3年の時の担任。何かと元を目の敵にしてきたが、東大合格後は「おめでとう」と祝福した。則子が1年の時の担任でもある。
- 元の2年の担任：谷隼人
- 三好圭一
- 藤先生：辺見マリ　
元に不倫の現場を目撃され、元のカンニングをでっち上げる。その後、教師を辞職する。
- 坂田：守屋二郎
- 一郎：七五三木猛明
- 河合：都築貴浩
- 宮崎総子

## スタッフ
- 脚本：佐伯俊道（第1話、第2話、第5話、第8話）、斉藤博（第1話、第2話、第5話）、酒井あきよし（第3話、第4話、第6話、第7話、第9話）
- 演出：大槻義一（第1話、第4話、第5話、第8話、第9話）、森田光則（第2話、第3話、第6話、第7話）
- 音楽：渡辺博也
- 技術協力：東通
- プロデューサー：中島芳人、山本典助
- 企画：元村武
- 制作[2]：ヴァンフィル、TBS

## 主題歌
- 「バラッドをお前に」 THE MODS （THE MODSは実名でドラマにわずかに出演している）

## ネット局
特筆の無い限り全て同時ネット。
- TBSテレビ
- 富山テレビ（フジテレビ系列、1987年9月18日から9月30日まで月曜 - 金曜 17:00 - 18:00にて放送[3]）